# Phlegra insulana
Phlegra insulana är en spindelart som beskrevs av Schmidt, Krause 1998. Phlegra insulana ingår i släktet Phlegra och familjen hoppspindlar. Inga underarter finns listade i Catalogue of Life.